# Вайдінг (Швандорф)
Вайдінг (нім. Weiding) — громада в Німеччині, розташована в землі Баварія. Підпорядковується адміністративному округу Верхній Пфальц. Входить до складу району Швандорф. Складова частина об'єднання громад Шензе.
Площа — 22,43 км2. Населення становить 450 ос. (станом на 31 грудня 2020).